# 桂小すみ
桂 小すみ（かつら こすみ、1973年3月7日 - ）は、落語芸術協会に所属する音曲師。三代目桂小文治門下。本名∶松本 優子。横浜市出身。

## 経歴
神奈川県立横浜翠嵐高等学校、東京学芸大学教育学部音楽学科中学校課程卒業。大学在学時、在学中にウィーン国立音楽大学に国費留学、ミュージカル専攻を特別賞で修了。音楽科教員の後NHK邦楽技能者育成会を経て長唄を杵屋佐之忠に師事。
音楽に関わり続ける仕事がしたいと考え、2001年、独立行政法人日本芸術文化振興会（国立劇場）「大衆芸能（寄席囃子）研修生」となる。同期は落語協会所属の恩田えり。2003年、落語芸術協会所属の寄席のお囃子となる。
2017年、三代目桂小文治門下に入門、寄席で前座修業を勤める。2019年4月、寄席色物「音曲」に転身、桂小すみとなる。「小すみ」の「すみ」は玉川スミに由来する。

## 芸歴
- 2003年 - 落語芸術協会にお囃子として入会。
- 2018年 - 三代目桂小文治門下となり1年間の前座修行に入る。
- 2019年3月 - 前座修行修了、音曲師「桂小すみ」となる。

## 受賞歴
- 2020年 - 令和元年度花形演芸大賞銀賞
- 2021年 - 令和2年度花形演芸大賞金賞
- 2022年 - 令和3年度花形演芸大賞大賞[3][4]
- 2023年 - 第40回浅草芸能大賞新人賞[5]
- 2024年 - 第74回芸術選奨新人賞 大衆芸能部門[6]
- 2024年 - 第73回（令和6年度）横浜文化芸術奨励賞[7][8]

## 人物
- 寄席囃子研修生の面接時、履歴書を見た面接官の十代目桂文治(当時落語芸術協会会長）に「今は音曲芸人が少ないので（裏方の寄席囃子よりも）寄席に上がる芸人にならないか」と熱心に勧められたが、固辞している[2]。
- 寄席の楽屋入りが同期だった桂夏丸とともにユニット「サマスモ」を結成している[9]。
- 2020年9月、三遊亭遊七（落語)、神田桜子（講談）、桂小すみ（音曲）で3人組パフォーマンスユニット「Comme Seau-コムソウ-」を結成。虚無僧の格好をして余興を始めたのをきっかけに、仙台花座にて活動を始動。歌やアンサンブル演奏等の余興ありきで活動している。ユニット名はフランス語で「バケツみたい」（余興で装飾バケツをかぶって虚無僧に扮したことから）[9]。
- 2020年8月よりにゅうおいらんずメンバー（ピアノ）。
- 2021年、上方寄席囃子三味線奏者の浅野美希とユニット「こすみっきー」を結成。
- 2023年　中西圭三(ヴォーカル)、HideboＨ（タップダンサー），田ノ岡三郎（アコーディオン）、乙加久見（ベース）、Zackey木﨑（プロデュース）と　Don't Mix Danger（混ぜるな危険バンド）結成。8月28日熊本城ホールのコロッケ主催の第一回まねフェスにて初見参！
- 三児の母[10]。夫は「尺八工房まつもと」主宰の松本浩和[11]。

## 出演

### テレビ
- 新春生放送！ 東西笑いの殿堂2023（NHK総合、2023年1月3日）
- 新春生放送！ 東西笑いの殿堂2024（NHK総合、2024年1月3日）
- 演芸図鑑（NHK総合）
  - 林家正蔵の演芸図鑑（2023年3月5日）
  - 林家正蔵の演芸図鑑（2024年3月3日）
- 笑点（日本テレビ、2023年8月13日）

### ラジオ
- 神田松之丞がいざなう怪談の世界（NHKラジオ第一、2019年8月19日）
- 神田松之丞がいざなう講談の美学（NHKラジオ第一、2019年1月2日）
- すっぴん！新春おめでた演芸会（NHKラジオ第一、2020年1月9日）
- 名人寄席NEXT（NHKラジオ第一、2020年9月26日、2022年9月24日）
- 春風亭昇太のラジオビバリー昼ズ（ニッポン放送、2022年5月18日）
- 小痴楽のシブラジ（NHKラジオ第一、2022年8月28日- ） - コーナージングル
- 小痴楽の楽屋ぞめき（NHKラジオ第一、2023年4月9日 - ) - テーマ曲、コーナージングル、ゲスト（2025年5月18日）
- ラジオ深夜便（NHKラジオ、2024年5月13日）- 「師匠を語る」（玉川スミ）
- ラジオ深夜便（NHKラジオ、2025年6月8日）- 「話芸100選」

### 舞台
- 劇版絵物語WA-GEI ～心に花火を打ち上げろ～（2022年1月、文化放送）- 和楽器
- カンパニーデラシネラ「THE SUN」(2024年3月、シアタートラム）- 三味線演奏
- 遊戯空間「狂人よ、何処へ～俳諧亭句楽ノ生ト死～」（2025年3月、上野ストアハウス）- 音楽